# 典奴どすえ
『典奴どすえ』（のりやっこどすえ）はエッセイスト森下典子のデビュー作である。賀来千香子主演でテレビドラマ化された。

## エッセイ
『週刊朝日』の名物コラム「デキゴトロジー」（1978年11月-1992年連載）から生まれた本である。
1978年末、大学4年生の森下は就職活動に失敗し、失意の状態にあった。たまたま近所に朝日新聞社の人がおり、週刊朝日の新企画「デキゴトロジー」のネタ探しを頼まれた。母親が閉経（オンナを卒業）したことを記事に書き、原稿料2万円を得た。こうして身近な人から面白いネタを聞き込んでは「デキゴトロジー」に匿名記事を書くようになった。肩書きは「週刊朝日編集部委嘱」である。
友人の彼の友人が替え玉受験に成功した話、親友の49歳の母がMMK（モテてモテて困る）という話など、森下は次々にネタを記事にした。当時「デキゴトロジー」のライターは数十人いたが、たいていの者は間もなくネタが尽き、消えていった。ネタの宝庫と呼ばれた森下も、2年ほどでネタが尽き、身近な人たちの信頼も失っていた。一般企業への就職を試みるも失敗し、再び「デキゴトロジー」のライターに戻る。
昭和基地に国際電話がつながるという話を聞いて、南極越冬隊に南極での暮らしぶりを週1回、電話取材するようになった。女性からの電話と言うことで隊員からは大好評であった。

祇園の茶屋で2週間の舞妓体験をすることになり、「典奴」と名乗った。本当の年齢は言えず、16歳と偽り、お座敷を務めた。母親をはじめ身近な人をさんざんネタにしてきたが、ついに自分をネタにするようになったのである。
「デキゴトロジー」との関わりから、舞妓体験までをエッセイに書いた『典奴どすえ』は森下のデビュー作となった。
森下は「デキゴトロジー」のライターを9年続けた後、1988年1月から1年間『週刊朝日』で「それゆけ典奴」を連載した（後に『典奴の日本遊覧』所収）。

## ドラマ
TBS系のドラマ23枠で「典奴どすえ!」のタイトルで放映。1987年11月2日-11月12日、23:00-23:27（8回）。エッセイからのエピソードも使っているが、コメディードラマにするため大幅に誇張されている。

### あらすじ
典子は『週刊毎朝』「デキゴトロジー」欄の取材に奮闘するアルバイト記者。初仕事で祇園の舞妓に扮するが、2日で逃げ帰り失敗。生理の上がった母親が近所の人達と女の卒業祝いをしたというネタを記事にして、担当の星野に気に入られる。
住民とヤクザの対立騒ぎ、浮気調査、集団お見合いツアー、SMショーの女王様、UUU（信じられない巨大なウンコ）、南極越冬隊に電話取材など、「典奴」こと典子は世の様々な出来事に体当たり取材してゆく。

### 出演
レギュラー
- 松下典子（典奴）：賀来千香子[6] - 『週刊毎朝』のアルバイト記者。24歳。
- 星野亀太郎：地井武男[6] - 『週刊毎朝』編集者、典子の上司
- 松下朱美：藤田弓子[6] - 典子の母。
- 沢井：長塚京三[7] - 星野の後任編集者。

第1週（1987年11月2日 - 11月5日）
- 狡山組長：阿藤海[7]
- チンピラ・サブ：樋口悟郎[7]
- 古沢：出光元[7] - ヤクザの追放運動を起こす地域住民。
- 久美子：佳乃百合子[7] - 古沢の娘。チンピラ・サブと恋仲になる。
- 小林：島田洋七[7] - 私立探偵。
- 由加里：伊藤美由紀[7] - 新婚の夫から1日平均13回求められるのが苦痛で、離婚を考えている。
- 中村：光石研[8] - 由加里の夫。
- かすみ：田島令子[8] - 典子の母の友人。典子に夫の浮気調査を依頼する。
- 山口：信実一徳[8] - かすみの夫。
- 斉藤：内藤剛志[7] - 警官。

第2週（1987年11月9日 - 11月12日）
- 村山：ビートきよし[7] - 集団お見合いの引率担当。
- 紅鬼正：草薙良一[7] - SMプレイの権威。
- 牧野：田島真吾[8] - 典子のお見合い相手。
- 倉内優：草川祐馬[7] - 典子のお見合い相手。
- 平井：加納竜[7] - 南極越冬隊隊員・同通信班長。

### スタッフ
- 脚本：佐伯俊道、金谷祐子[7][8]
- 監督：山本邦彦（第1週）[8]、江崎実生（第2週）[7]
- 制作：ヴァンフィル[7]